# Холм одного дерева (сезон 7)
«Холм одного дерева» (англ. One Tree Hill) — американский телесериал, молодёжная драма. Премьера состоялась 23 сентября 2003 года на телеканале The WB.

## Сюжет
Год спустя. Лукас и Пейтон вместе со своей новорождённой дочкой Сойер покинули TH. Нейтан продолжает играть в НБА. Хейли работает в студии Пейтон, главный лейбл пытается закрыть «Красную спальню». Брук и Джулиан наконец вместе, но Джулиан занят съёмками нового фильма, поэтому часто уезжает. В город приезжает сестра Хейли. Ден должен был умереть 14 месяцев назад, но он жив, женился на Рейчел и ведет телепередачу. В Три Хилле появляется девушка, она заявляет, что беременна от Нейтана и уже на третьем месяце. В Три Хилл приезжает модель и актриса Алекс, наркоманка, которая была в реабилитационном центре.
Постепенно Дэн помогает Нейту доказать, что девушка беременна не от него, чем сильно ему помогает, однако Нейтан не позволяет отцу вернуться в его жизнь. На удивление Хейли во время всего этого скандала твердо верит, что Нейт ни разу не изменял ей и всячески его поддерживает, чем заслуживает большую любовь и уважение мужа и друзей. Все заканчивается благополучно.
Новый агент Нейта Клай встречается с сестрой Хейли Квинн, что не одобряет Нейтан. Приезжает бывший муж Квинн Дэйв и оказывается, что он встречается с сестрой бывшей жены Тэйлор — все в бешенстве. Мать Хейли, Квинн и Тэйлор умирает от рака, все очень тоскуют, но Хейли впадает в глубокую депрессию и едва не кончает жизнь самоубийством, не на шутку перепуганный Нейт везет её и сына на премьеру фильма Джулиана в юту, где все их друзья помогают ей прийти в себя, Нейт и Хейли решают завести ещё одного ребёнка.

## В ролях
- Джеймс Лафферти в роли Нейтана Скотта
- Бетани Джой Галеоти в роли Хэйли Джеймс Скотт
- София Буш в роли Брук Дэвис
- Остин Николс в роли Джулиана Бэйкера
- Роберт Бакли в роли Клэйтона Эванса
- Шантель Вансантен в роли Квин Джеймс
- Пол Йоханссон в роли Дэна Скотта
- Джексон Брундаж в роли Джеймса Лукаса Скотта
- Ли Норрис в роли Марвина «Мауса» МакФаддена
- Энтуон Таннер в роли Энтвона «Скилза» Тейлора
- Лиза Голдштайн в роли Милисент Хакстэйбл
- Яна Крамер в роли Алекс Дюпри

## Приглашённые звёзды
- Бэсс Армстронг — Лидия Джеймс
- Линдси МакКеон — Тейлор Джеймс
- Кейт Фрэнч — Рене Ричардсон
- Джо Манганьелло — Оуэн Морелло
- Аманда Шулл — Кэти Райан
- Стивен Коллетти — Чейз Адамс
- Дафна Зунига — Виктория Дэвис
- Кейт Вогель — Миа Каталано
- Вон Уилсон — Ферги
- Каллен Мосс — Джанк
- Эллисон Манн — Лорен
- Индия де Бефорт — Миранда Стоун
- Грегори Гаррисон — Пол Норрис
- Митч Райан — Александр Койн
- Майк Граббс — Граббс
- Дэннил Харрис — Рейчел Гатина

## Описание эпизодов
| Эпизод | Название | Дата выхода в эфир | Режиссёр             | Сценаристы                    |
| --- | --- | ------------------ | -------------------- | ----------------------------- |
| | |                    |                      |                               |
| 7x01 | 4:30 AM (Apparently They Were Travelling Abroad) / 4:30 утра (Очевидно, они путешествовали за границей)                    | 14 сентября 2009   | Кларк Матис          | Марк Швон                     |
| У Дэна есть собственное шоу, он женат на Рейчел. Хейли поёт, а Брук встречается с Джулианом. У Джейми на дне рождения появляется таинственная девушка. Маус и Скилз спорят, даже ходят голыми по квартире. | |                    |                      |                               |
| | |                    |                      |                               |
| 7x02 | What Are You Willing To Lose? / Что ты согласен потерять?                                                                  | 21 сентября 2009   | Лэс Батлер           | Марк Швон                     |
| Джулиан переезжает к Брук, Ден представляет свою новую жену. К Джулиану приезжает отец, который против его отношений с Брук, Хейли пытается спасти лейбл от закрытия. В город приезжает актриса Алекс. | |                    |                      |                               |
| | |                    |                      |                               |
| 7x03 | Hold My Hand As I’m Lowered / Держи мою руку, пока я спускаюсь                                                             | 28 сентября 2009   | Лиз Фридлэндэр       | Марк Швон                     |
| Маут не оставляет попытки по выкурению Скилза из квартиры,Клай и Нейтан хотят разрешить скандал по-разному, Квин и Брук организовывают фотосессию для Алекс. | |                    |                      |                               |
| | |                    |                      |                               |
| 7x04 | Believe Me, I’m Lying / Поверь мне, я лгу                                                                                  | 5 октября 2009     | Грег Пранж           | Джон А. Норрис                |
| Новость о связи Нейтана и Рене быстро распространяется. На показе мод Брук делает неожиданное предложение Мили. У Маута появляются серьёзные проблемы на работе. Квин и Клэй уезжают с вечеринки вместе. | |                    |                      |                               |
| | |                    |                      |                               |
| 7x05 | Your Cheatin' Heart / Твоё лживое сердце                                                                                   | 12 октября 2009    | Питер Б. Ковальски   | Марк Швон                     |
| Джулиан начинает работать с Алекс. Хейли приходится отвечать за свои поступки и она оказывается не в самом лучшем месте. Мили ждут большие перемены в жизни. | |                    |                      |                               |
| | |                    |                      |                               |
| 7x06 | Deep Ocean Vast Sea / Глубокий океан безбрежного моря                                                                      | 19 октября 2009    | Дженис Кук           | Майк Дэнилс                   |
| Брук нанимает новую помощницу. Хэйли и Нейтан ссорятся из-за Рене. Джулиан застал Бруг перед её полуголым бывшим. | |                    |                      |                               |
| | |                    |                      |                               |
| 7x07 | I And Love And You / Я, любовь и ты                                                                                        | 26 октября 2009    | Джеймс Лафферти      | Марк Швон                     |
| Ден на шоу рассказывает всю правду о беременной девушке | |                    |                      |                               |
| | |                    |                      |                               |
| 7x08 | (I Just) Died In Your Arms / (Я только что) Умер в твоих объятиях                                                          | 2 ноября 2009      | Майкл Джей Леоне     | Тэррэнс Коли                  |
| Нейтан, Скиллз, Маут, Джулиан, Джейми и Чак уехали на кемпинг. А тем временем Брук, Хейли и Квинн весело проводят ночь одни дома | |                    |                      |                               |
| | |                    |                      |                               |
| 7x09 | Now You Lift Your Eyes To The Sun / Теперь посмотри на солнце                                                              | 9 ноября 2009      | София Буш            | Карин Гист                    |
| Хейли выступает в Tric. Дэн возвращается в Tree Hill. Брук узнает ужасную правду, в то время как Джулиан сбегает с вечеринки к Алекс. | |                    |                      |                               |
| | |                    |                      |                               |
| 7x10 | You Are A Runner & I Am My Father’s Son / Ты — беглец, а я сын своего отца                                                 | 16 ноября 2009     | Пол Йоханссон        | Марк Швон                     |
| Милисент украла у Алекс наркотики, поссорилась с Маусом, нагрубила Брук. Алекс и Мили в тюрьме. Квин и Клай встречаются. | |                    |                      |                               |
| | |                    |                      |                               |
| 7x11 | You Know I Love You, Don’t You / Ты знаешь, что я люблю тебя, ведь так?                                                    | 30 ноября 2009     | Грег Пранж           | Уильям Х. Браун               |
| Скилз и Джейми занимаются съёмками крутого ролика для работы Скилза. Брук и Виктория неожиданно находят общий язык. Алекс совершает ужасный поступок. | |                    |                      |                               |
| | |                    |                      |                               |
| 7x12 | Some Roads Lead Nowhere / Некоторые дороги никуда не ведут                                                                 | 7 декабря 2009     | Марк Швон            | Марк Швон                     |
| Куинн помогает Клэю осуществить план, чтобы убедить Нейтана нанять его, но может быть слишком поздно, так как Нейтан и Хейли готовятся покинуть Tree Hill, чтобы переехать в Барселону. Брук пытается принять реакцию Джулиана, когда у Алекс происходит ещё один кризис. Между тем, нисходящая спираль Милли угрожает её отношениям с Маутом, и Дэн делает объявление, которое потрясает Рэйчел и его аудиторию.                               | |                    |                      |                               |
| | |                    |                      |                               |
| 7x13 | Weeks Go By Like Days / Недели тянутся как дни                                                                             | 18 января 2010     | Джо Давола           | Карин Гист                    |
| Хэйли отправляется в тур. Виктория помогает Милисент справится с навалившимися на неё проблемами. Брук начинает работать с новым дизайнером Александром, который флиртует с ней. Нейтан говорит с Клэем насчёт их с Квин отношений. | |                    |                      |                               |
| | |                    |                      |                               |
| 7x14 | Family Affair / Семейные дела                                                                                              | 25 января 2010     | Пол Йоханссон        | Майк Хирро и Дэвид Страусс    |
| Нейтан пытается сохранить спокойствие Хейли после того, как Тейлор появляется в их доме с бывшим мужем Куин. Брук опирается на Александра, чтобы облегчить страдания. Между тем, Клей получает шанс доказать свою приверженность Куин, помогая ей через ужин с сестрой и Девидом. | |                    |                      |                               |
| | |                    |                      |                               |
| 7x15 | Don’t You Forget About Me / Не забывай меня                                                                                | 1 февраля 2010     | Лэс Батлер           | Тэррэнс Коли                  |
| В хаосе окружающих 80-х выпускников танцевать в средней школе, день рождения Хейли забывается, Джейми остается дома одна, и Нейтан и Клей скручены 200 миль от Tree Hill. Между тем, появление Брук на танцах с Александром заставляет Джулиана пережить его тупой юность в эпизоде, посвященном памяти Джона Хьюза. | |                    |                      |                               |
| | |                    |                      |                               |
| 7x16 | My Attendance Is Bad, But My Intentions Are Good / Мое присутствие нежелательно, но у меня благие намерения                | 8 февраля 2010     | Джессика Ландау      | Никки Шифельбэйн              |
| В Tree Hill приезжает мама Хейли и Квин с плохими новостями. Брук, Джулиан и Алекс вместе работают над фильмом, что даётся им не так уж и легко. | |                    |                      |                               |
| | |                    |                      |                               |
| 7x17 | At The Bottom Of Everything / В начале всего                                                                               | 15 февраля 2010    | Бэтани Джой Галеотти | Джон А. Норрис                |
| Нейтан пытается помочь Хейли и Джейми противостоять, казалось бы, безнадежной ситуации Лидии, в то время как Брук и Джулиан продолжили свои неустойчивые взаимоотношения в разгар напряжённых съёмок фильма. Между тем, Клей и Куинн решили провести некоторое время отдельно друг от друга. И Миранда пытается доказать Граббс, что она тот человек, чтобы производить альбом. Оуэн возвращается, чтобы помочь Миллисент с недавней проблемой. | |                    |                      |                               |
| | |                    |                      |                               |
| 7x18 | The Last Day Of Our Acquaintance / Последний день нашего знакомства                                                        | 22 февраля 2010    | Джо Давола           | Майк Дэниэлс                  |
| Лидия попадает в больницу, Хейли подавлена. Брук злится на Джулиана и Алекс, с последней у неё происходит крайне неприятный инцидент прямо на съёмках. Ей приходится извиняться за свои действия. | |                    |                      |                               |
| | |                    |                      |                               |
| 7x19 | Every Picture Tells A Story / У каждой фотографии своя история                                                             | 26 апреля 2010     | Чед Грэйвс           | Уильям Х. Браун               |
| Квин открывает свою галерею. Вечер проходит отлично, пока не раскрываются многие секреты: забавы Алекс, снятые на камеру, отношения Лорен и Маута, тайный любовник Виктории. | |                    |                      |                               |
| | |                    |                      |                               |
| 7x20 | Learning To Fail / Учись проигрывать                                                                                       | 3 мая 2010         | Грег Пранж           | Шайна Фивэлл и Рене Интлкофер |
| Нейтан пытается помочь Хейли с болью утраты. Личная жизнь Брук опять находится под наблюдением таблоидов. | |                    |                      |                               |
| | |                    |                      |                               |
| 7x21 | What’s In The Ground Belongs To You / То, что в земле принадлежит тебе                                                     | 10 мая 2010        | Питер Ковальски      | Марк Швон                     |
| Нейтан пытается помочь всё более подавленной Хейли, а Куинн приводит Джейми на поиски сокровищ Tree Hill. Джулиан показывает его готовый фильм для Брук, и Клей вынужден иметь дело с Кейти. | |                    |                      |                               |
| | |                    |                      |                               |
| 7x22 | Almost Everything I Wish I’d Said The Last Time I Saw You / Почти все, что я хотел сказать, когда видел тебя последний раз | 17 мая 2010        | Марк Швон            | Марк Швон                     |
| Ребята отправляются в Юту на премьеру фильма, где Брук ждет сюрприз от Джулиана. Хейли сообщает Нейтану потрясающую новость, а Квин и Клэя дома встречают неожиданные гости. | |                    |                      |                               |
| | |                    |                      |                               |